# Машенька
Ма́шенька — село Чогодарівської сільської громади у Березівському районі Одеської області, Україна. Населення становить 0 осіб.

## Історія
Під час організованого радянською владою Голодомору 1932—1933 років помер щонайменше 1 житель села.
Колишній орган місцевого самоуправління — Малігонівська сільська рада.

## Населення
Згідно з переписом УРСР 1989 року чисельність наявного населення села становила 117 осіб, з яких 50 чоловіків та 67 жінок.
За переписом населення України 2001 року в селі мешкало 50 осіб. 100 % населення вказало своєю рідною мовою українську мову.
Незаселене з 2009—2011 року.